# Ратмиров Андрій Юхимович
Андрій Юхимович Ратмиров (псевдонім Тимківського) (народився 2 (14) жовтня 1884 Єлисаветград — 26 лютого 1967, Ужгород), актор героїчного плану і режисер. Чоловік актриси Тетяни Садовської-Тимківської.

## Творчий шлях
- 1894 −1903 — навчання у гімназії Одеса.
- 1904 — акторські курси артистки імператорських театрів М. Ф. Морської, Одеса.
- 1907—1908 - навчання у Новоросійському університеті
- 1914 — викладач російської мови міського училища при сиротському будинку,Херсон.
- 1915 — актор та режисер Товариства українських акторів під керівництвом Й.Бородіна, м. Херсон
- 1917 — актор Товариства українських акторів М. Заньковецької та М. Саксаганского, Київ.
- 1918 — 1925 — актор Українського державного народного театру, м. Київ.
- 1925−1930 — директор та художній керівник Чернігівської Держдрами.
- 1930 — 1935 — комерційний директор та головний режисер Правобережного театру, Віниця.
- 1935 — 1941- актор Київського республіканського театру юного глядача ім. М. Горького.
- 1941 — 1943 — актор та режисер фронтової бригади, Київська область.
- 1943 — 1947- актор, головний режисер Київського народного музично-драматичного театру.
- 1947 −1949 — актор, головний режисер Кіровоградського обласного українського музично-драматичного театру ім. М.Кропивницького.
- 1949 −1959 - актор, режисер — постановник Закарпатського обласного державного українського музично-драматичного театру.

## Режисер вистав
Закарпатський обласний український музично-драматичний театр, Ужгород
- 1950 — «Втрачений дім», С. Михалкова
- 1953 — «За двома зайцями», М. Старицького
- 1958 — «Безталанна», І. Тобилевича
- 1960 — «Мартин Боруля», І. Тобилевича
- 1961 — «Трембіта», В. Масса, М. Червінського, Ю. Мілютина

## Ролі у театрі
Карл Моор («Розбійники» Ф. Шіллера), Незнамов («Без вини винні» О. Островського), Забелін («Кремлівські куранти» М. Поґодіна), Платон («Платон Кречет» О. Корнійчука) та ін.

## Звання та нагороди
Заслужений артист УРСР (1955 р.)